# Acidente ferroviário de Paciência
O Acidente ferroviário de Paciência foi uma colisão entre dois trens de subúrbio na estação de Paciência ocorrida em 7 de março de 1958. A colisão causou a morte de 62 pessoas e ferimentos em mais de 100. O acidente em Paciência foi o primeiro de uma sequência de quatro acidentes ocorridos em um intervalo de quinze meses nas linhas de subúrbio da Estrada de Ferro Central do Brasil no Rio de Janeiro e São Paulo.

## História

### Antecedentes
Após a eletrificação das linhas de subúrbio do Rio de Janeiro da Estrada de Ferro Central do Brasil iniciada em 1937, o número de passageiros cresceu rapidamente e superou a infraestrutura existente. Com isso, trens quebravam (por excesso de peso), rodavam com pingentes, equipamentos elétricos falhavam por sobrecarga e o sistema de sinalização por staff telegráfico se tornou rapidamente superado por conta do aumento do tráfego de trens. A situação da Central do Brasil exigia investimentos, porém com a situação política conturbada vivida pelo país na década de 1950 (suicídio de Vargas e o Movimento de 11 de Novembro) além da construção de Brasília, os recursos para a Central eram postergados. O crescimento da demanda, a infraestrutura defasada e a falta de investimentos tornavam o ambiente propício para a ocorrência de acidentes.

### Trens envolvidos
Duas das composições envolvidas eram da nova TUE Série 200. Seus carros motores foram fabricados no Reino Unido pela Metropolitan-Vickers e pela Cammell entre 1954 e 1957, enquanto que os carros reboques foram construídos no Brasil pelas empresas Cobrasma, FNV e Santa Matilde. Após o acidente, os Série 200 possuíam um "para-choque" reforçado na frente dos trens que prometia absorver maior impacto.

### Acidente
No final da tarde de 7 de março de 1958 chovia forte no Rio de Janeiro, incluindo queda de granizo. A densa chuva causou inundações em alguns trechos do Linha Santa Cruz e uma neblina que reduzia sensivelmente a visibilidade. Da estação Pedro II haviam partido as composições paradoras US-5, US-67 e US-69. Com as condições climáticas adversas, o Centro de Controle da estação Pedro II entregou um cartão vermelho de autorização de tráfego para os maquinistas dos três trens. O cartão vermelho indicava autorização de circulação em baixa velocidade até a estação seguinte, onde deveriam parar e aguardar instruções. Em caso de condições mínimas de circulação, deveriam prosseguir viagem e repetir o processo até a estação seguinte. Caso encontrassem algum semáforo mecânico com seu ponteiro à 90º, deveriam parar e aguardar. Essa autorização de circulação e parada na estação mais próxima também foi entregue ao trem expresso SS-7 (também chamado de US-7 ou Trem “Cofap”), embora ele tivesse autorização do Centro de Controle para seguir até Santa Cruz ou parar em caso de receber outras ordens Partindo da estação Pedro II, o trem tinha previsão de seguir sem paradas até a estação Santa Cruz.
Com o agravamento da chuva e o alagamento de trechos em Santa Cruz, o chefe da estação de Cosmos notou uma perda de contato telefônico/telegráfico com as demais estações e aguardou a parada dos trens US-5, US-67 e US-69 naquela estação. Os trens US-5, US-67 e US-69 foram informados e decidiram param na estação Piedade por volta das 19h, ocorrendo uma pequena colisão entre os trens US-67 e US-69 . O trem expresso SS-7 passou pela estação de Cosmos. Por conta da falha nos telefones/telégrafos, a ordem de parada para o trem expresso nunca chegou até a estação de Cosmos. Com os sinais mecânicos liberando a circulação naquele trecho, o trem expresso SS-7 avançou até Piedade em meio à chuva e a neblina. Às 7h20 o maquinista do SS-7 notou o US-69 parado em Piedade e acionou os freios, porém a velocidade do expresso era alta demais. O trem expresso SS-7 chocou-se com o último carro do trem US-69. O choque faz com que o primeiro carro do trem expresso SS-7 se despedaçar e derrubar os últimos carros do trem US-69 na avenida Cesário de Melo. O impacto atingiu, em menor proporção os carros dos trens US-5, US-67, deixando mais feridos.
O desastre provocou uma grande operação de resgate envolvendo bombeiros do Rio de Janeiro, polícia, militares das guarnições próximas e funcionários da Central do Brasil. Após 72 horas do acidente foram removidos os últimos corpos e destroços. Entre eles o do maquinista do trem SS-7, que guardou em um dos bolsos o cartão vermelho de autorização de tráfego. O acidente causou a morte de 62 pessoas (passageiros dos dois trens e o maquinista do trem SS-7) e ferimentos em mais de 100.

## Investigações

Exemplo de funcionamento de semáforos mecânicos. O da esquerda indica "parar" e o da direita "prosseguir".

No dia seguinte ao acidente, a Estrada de Ferro Central do Brasil culpou o maquinista do trem expresso SS-7 pelo acidente. Apesar de portar o cartão vermelho de autorização de tráfego, ele não diminuiu a velocidade até momentos antes do acidente. Também foi apurado que a tempestade provocou enchentes, raios, etc, que derrubaram parte dos postes de comunicação da ferrovia, deixando desativados telefones e telégrafos do controle de sinalização e mantendo os semáforos mecânicos inoperantes na última posição de funcionamento em que se encontravam (no caso, com o ponteiro à 45º indicando via liberada). A intensidade da chuva também diminuiu o coeficiente de atrito dos trilhos, prejudicando a frenagem do trem. Até aquele momento os trens não possuíam radiocomunicadores em suas cabines, de forma que a comunicação entre o Centro de Controle da Central do Brasil com os maquinistas se dava por intermédio das estações e dos primitivos semáforos mecânicos de placas. A resistência estrutural dos trens da Série 200 também foi questionada, por conta dos carros não terem suportado o choque e sofrido encavalamento telescópico (apesar de promessas dos fabricantes britânicos).

## Consequências

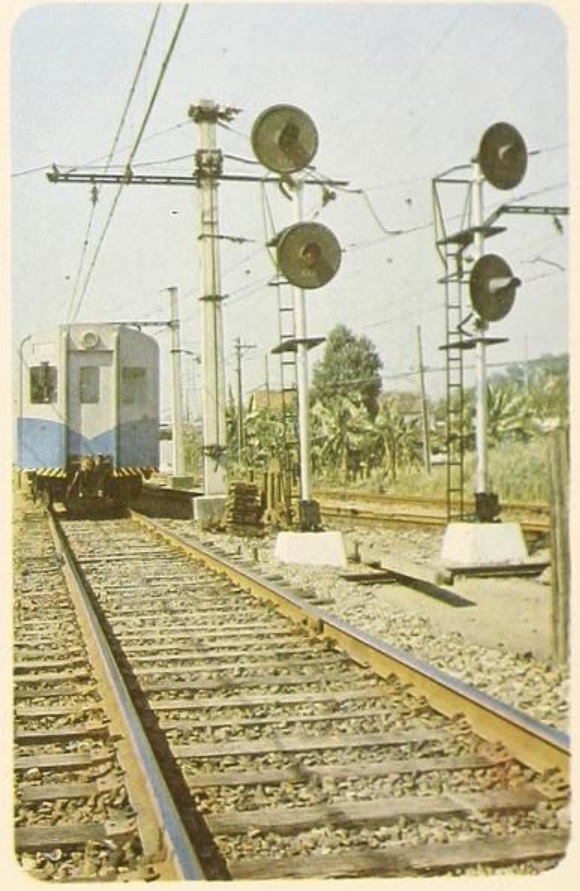
Trem da Série 200 circulando na Linha Santa Cruz, 1969. Ao lado da via os novos semáforos eletro-óticos, parte do novo sistema de sinalização (concluído apenas em 1972).

Entre março de 1958 e junho de 1959 ocorreram outros três acidentes nos subúrbios da Central do Brasil no Rio de Janeiro e São Paulo:
- 9 de maio de 1958 – Rio de Janeiro (RJ) Colisão de trens entre as estações Mangueira e S. Francisco Xavier. Cerca de 110 (Folha da Noite), 115 (JB) mortos e 300 feridos;[7]

- 5 de Junho de 1959 - São Paulo (SP)-Acidente ferroviário deixa mais de 50 mortos e mais de cem feridos na estação Engenheiro Goulart, na Zona Leste de São Paulo. Dois trens colidem após falha no staff telefônico (UP 237 e UP 240).

- 16 de junho de 1959 - Rio de Janeiro (RJ) - Colisão entre trens. 8 mortos e dezenas de feridos;

Esses acidentes causaram grande pressão da sociedade sobre a ferrovia e políticos.          
Após o acidente, a Central anunciou um plano de melhorias. Esse plano somente saiu do papel na década de 1960 e incluiu a substituição parcial do sistema de sinalização por staff, implantado em 1937. O sistema de sinalização por staff começou a ser substituído pelo novo Controle de Tráfego Centralizado (CTC) em 1964. Esse sistema permitiu uma maior automatização das operações ferroviárias, embora ainda dependesse de intervenções humanas em funções essenciais. No entanto, a região do acidente somente recebeu o novo sistema em 1972 (quatorze anos após o acidente).